# Tegerfelden
Tegerfelden (schweizerdeutsch: ˈtægərˌfældə, je nach Dialekt auch ˈtægərˌfæld) ist eine Einwohnergemeinde im Schweizer Kanton Aargau. Sie gehört zum Bezirk Zurzach und liegt im Surbtal, rund drei Kilometer südlich der Grenze zu Deutschland.

## Geographie
Der südliche Teil des Dorfes liegt im schmalen Tal der Surb, der nördliche Teil in einer Mulde, die auf drei Seiten von Hügeln des Tafeljuras begrenzt wird. Es sind dies der Belchen (468 m ü. M.) im Westen, das Hörndli (521 m ü. M.) im Norden und der Imberg (532 m ü. M.) im Osten. An den steilen Süd- und Südwesthängen dieser Hügel erstrecken sich ausgedehnte Rebberge. Südlich der Surb liegt das Ruckfeld, eine ausgedehnte Hochebene, die aber an ihren Rändern durch sehr steile, bis zu 40 Meter hohe Hänge begrenzt ist.
Die Fläche des Gemeindegebiets beträgt 711 Hektaren, davon sind 268 Hektaren bewaldet und 73 Hektaren überbaut. Der höchste Punkt liegt auf 532 Metern auf dem Imberg, der tiefste auf 337 Metern an der Surb. Nachbargemeinden sind Zurzach (ehemalige Gemeinden Bad Zurzach im Norden, Rekingen im Nordosten, Baldingen im Osten), Endingen im Süden und Döttingen im Westen.

## Geschichte
Die Gegend von Tegerfelden war bereits während der Jungsteinzeit vor 3500 bis 5000 Jahren besiedelt, wie verschiedene Werkzeugfunde beweisen. Weitere Funde stammen von den Römern, den Alamannen und den Franken. Die erste urkundliche Erwähnung von Tegerfelt erfolgte im Jahr 851. Der Ortsname stammt vom althochdeutschen (ze demo) tegarin feld und bedeutet «beim grossen Feld». Gegen Ende des 11. Jahrhunderts liessen die Freiherren von Tegerfelden auf einem Felsvorsprung des Ruckfelds eine Burg errichten. Von der Burg Tegerfelden sind ein paar Mauerreste erhalten geblieben.

Luftansicht (1948)

1150 tritt ein Luitoldus de Tegeruelt in einer Urkunde des Klosters St. Blasien auf. Bekannte Vertreter der Freiherren von Tegerfelden waren Ulrich von Tegerfelden, Abt des Klosters St. Gallen von 1167 bis 1199 und gleichzeitig Bischof von Chur zwischen 1171 und 1179 sowie sein Neffe Konrad II. von Tegerfelden, der von 1209 bis 1233 als Bischof von Konstanz amtierte. Konrads Bruder Waltherus III. starb 1254 ohne männliche Nachkommen. Seine Tochter Ita brachte das Erbe durch Heirat an Ulrich von Klingen, dem Gründer des Städtchens Klingnau. 1276 gelange der ehemalige Besitz der Tegerfelder an das Kloster St. Blasien. Auch die Habsburger besassen einige Güter und übten ausserdem die Blutgerichtsbarkeit aus.
Die Eidgenossen eroberten 1415 den Aargau. Tegerfelden gehörte nun zum Siggenamt in der Grafschaft Baden, einer Gemeinen Herrschaft. 1529 trat ein grosser Teil der Bevölkerung zur Reformation über. Im Gegensatz zu zahlreichen Nachbardörfern konnte sich hier die neue Konfession auch nach dem Zweiten Kappelerkrieg von 1531 behaupten. Bis 1661 benutzen Katholiken und Reformierte die Kapelle gemeinsam. Dann weihten die Katholiken in Unterendingen eine eigene Kirche, während die Reformierten die Kapelle bis 1664 zu einer Kirche ausbauten.
Im März 1798 nahmen die Franzosen die Schweiz ein und riefen die Helvetische Republik aus. Tegerfelden war zunächst eine Gemeinde im kurzlebigen Kanton Baden, seit 1803 gehört sie zum Kanton Aargau. Nach der Eröffnung der Eisenbahnlinien Turgi–Waldshut im Jahr 1859 und Dielsdorf–Niederweningen im Jahr 1891 reichten die Gemeinden des Surbtals eine Konzession für den Bau einer Verbindungsstrecke zwischen Niederweningen und Döttingen ein. Doch der Erste Weltkrieg verhinderte den Bau der Surbtalbahn, und das Projekt wurde 1937 endgültig abgeschrieben.
Um 1880 waren rund 47 Hektaren mit Weinreben bepflanzt. Zu Beginn des 20. Jahrhunderts geriet der einst dominierende Weinbau in eine tiefe Krise, verursacht durch billige Weinimporte mit der Eisenbahn, den Mehltau und die aus Nordamerika eingeschleppte Reblaus. Die Anbaufläche verringerte sich ständig und erreichte in den 1960er Jahren den Tiefststand. Seit 1970 ist jedoch wieder ein Aufwärtstrend feststellbar, die Anbaufläche wächst seitdem an und erreicht fast wieder den alten Stand.

## Sehenswürdigkeiten

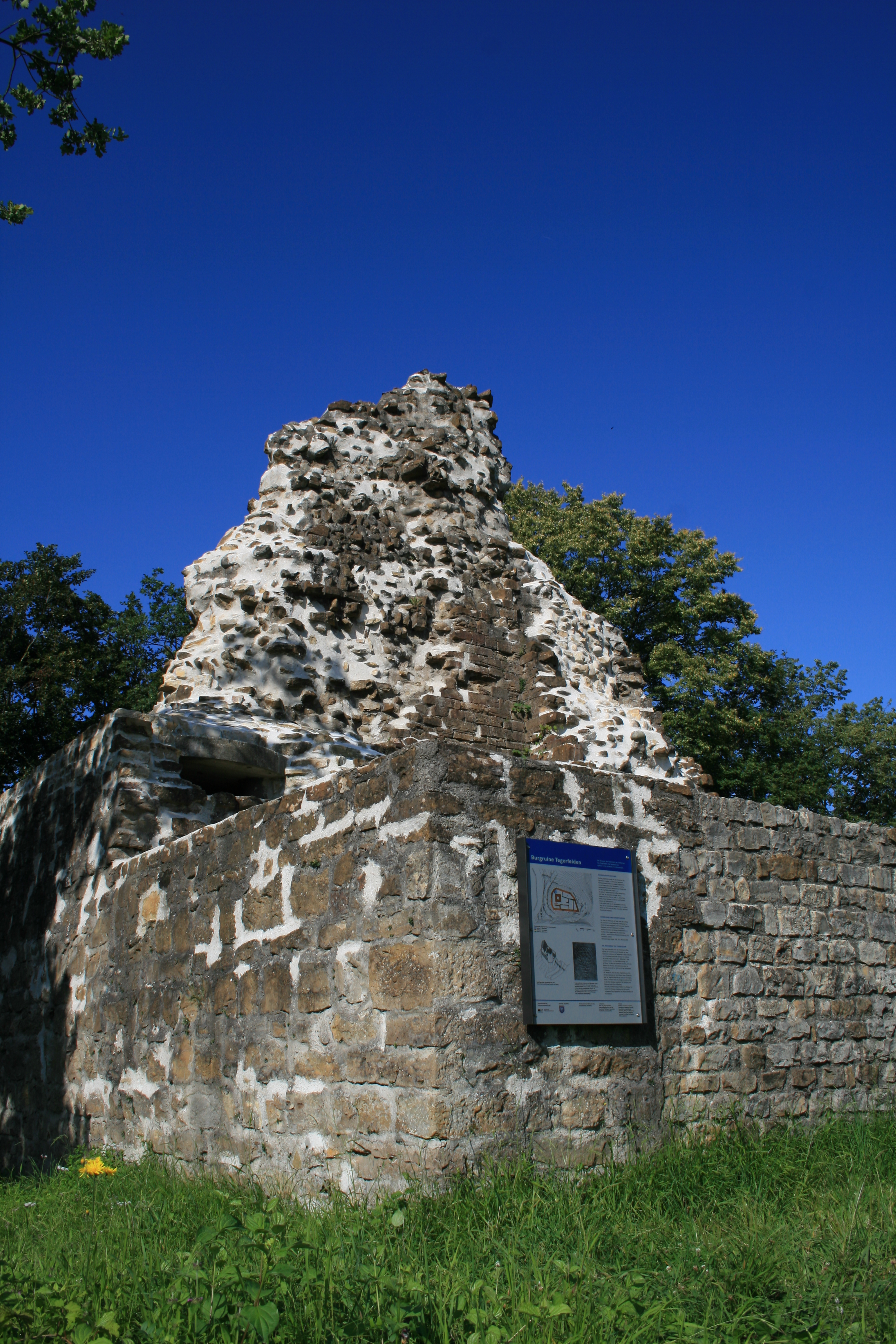
Ruine Tegerfelden

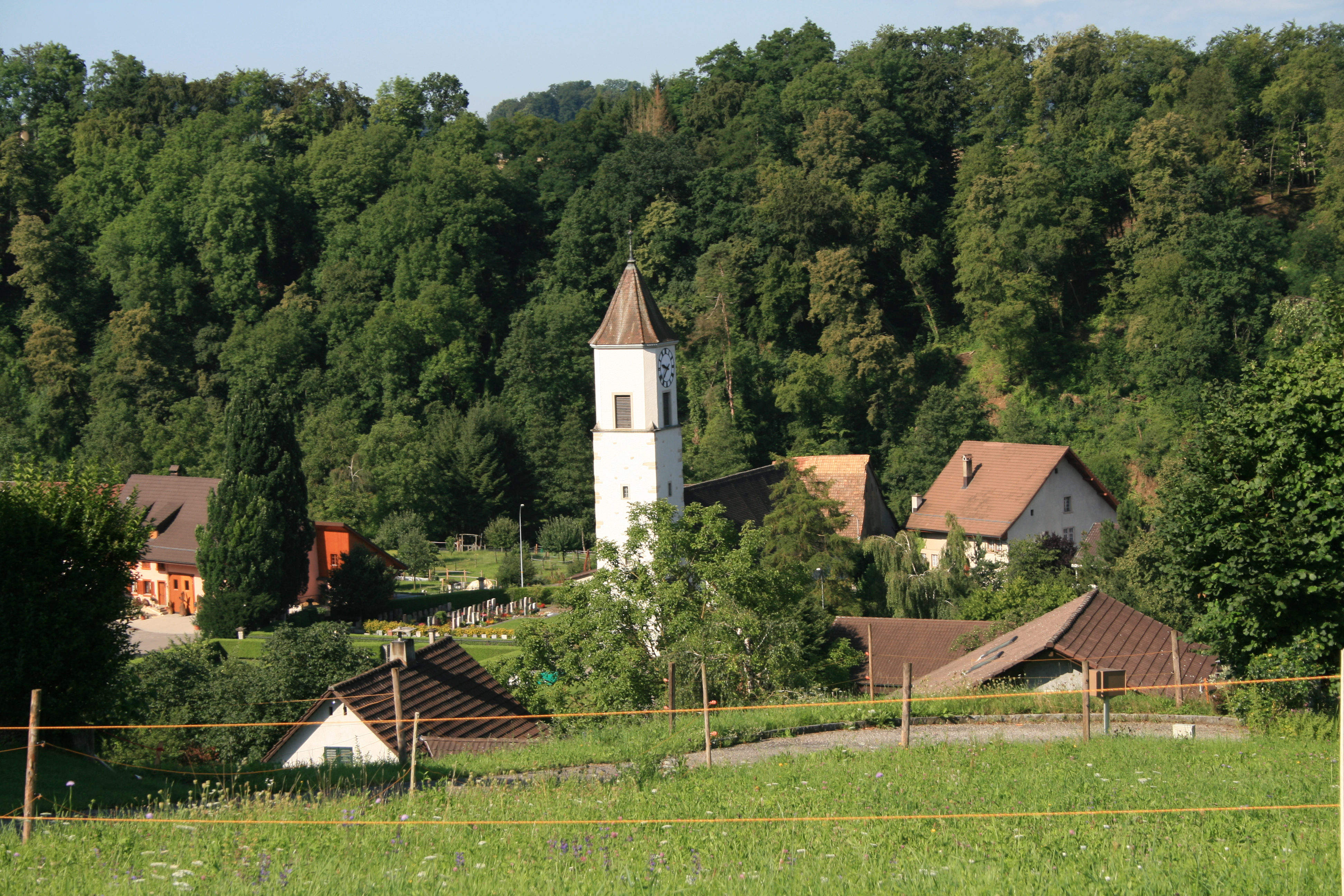
Reformierte Kirche
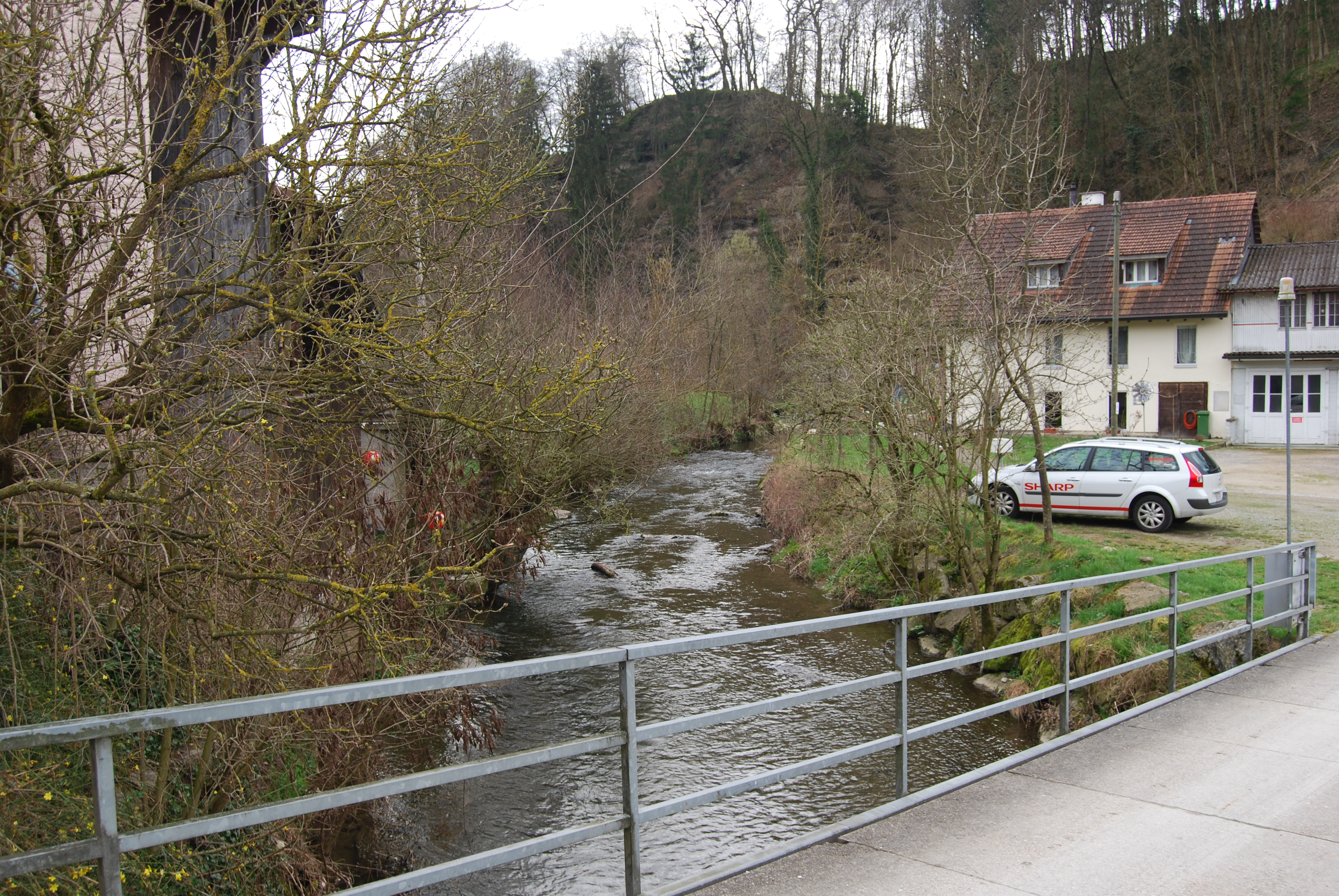
Die Surb in Tegerfelden
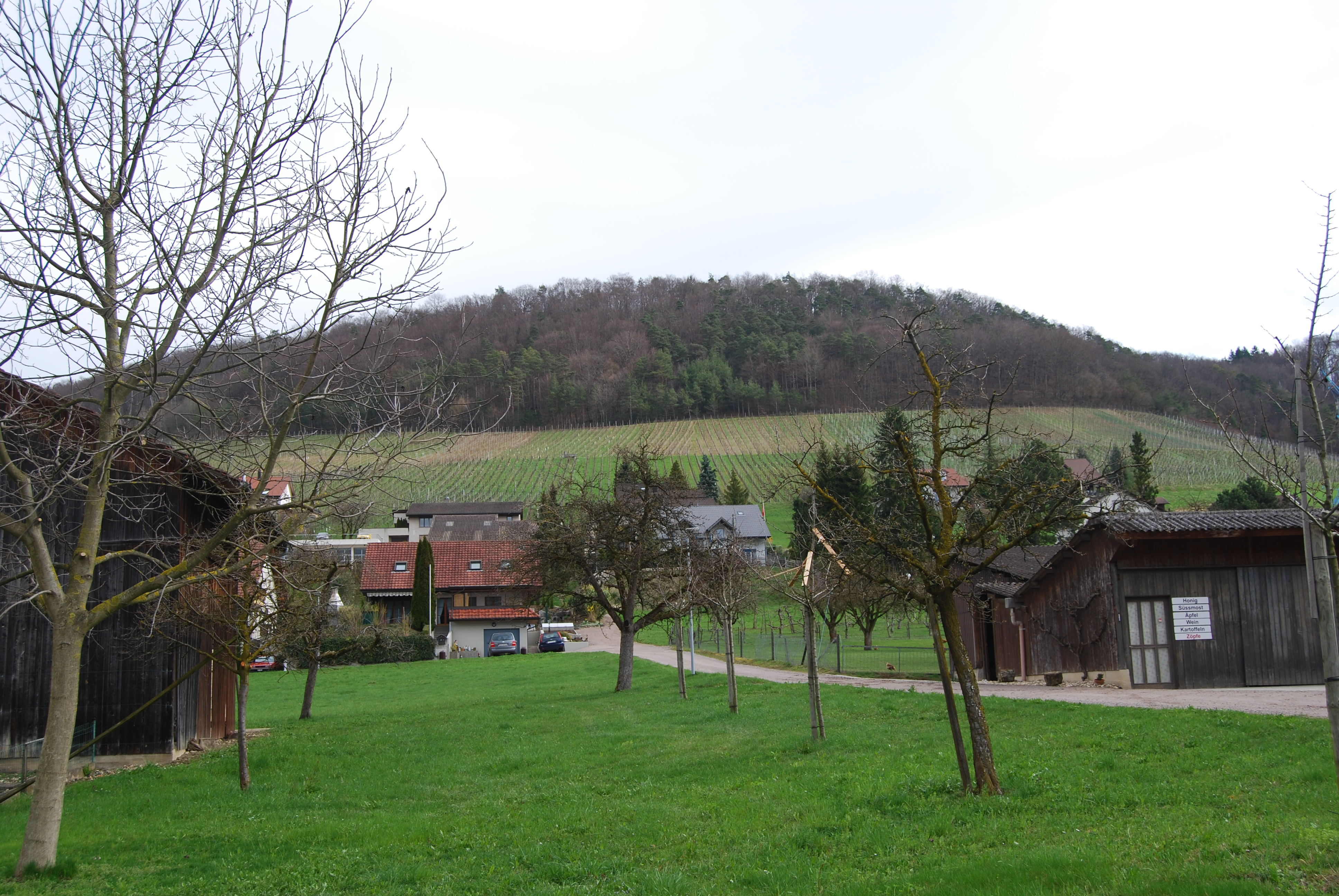
Blick auf die Weinberge
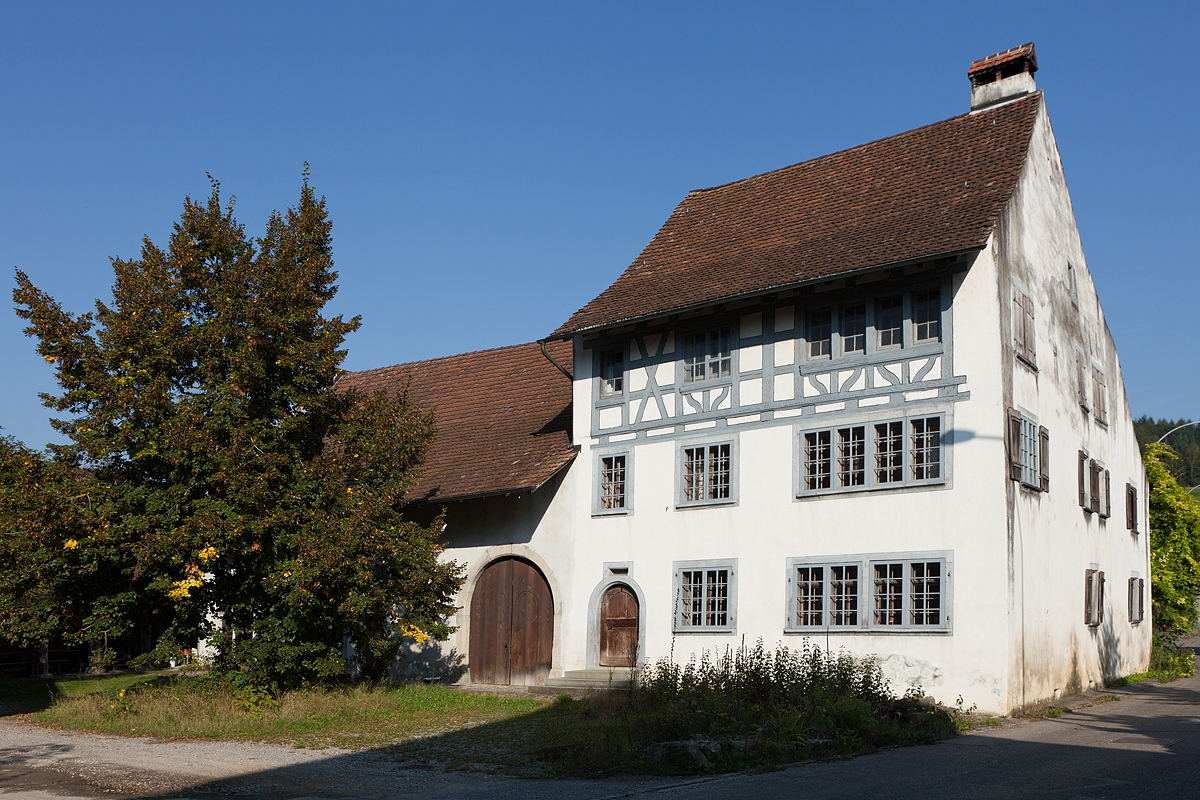
Ehemaliges Gerichtshaus

## Wappen
Die Blasonierung des Gemeindewappens lautet: «In Blau mit rot-weiss gestücktem Bord weisser Adler.» Die Gemeindesiegel von 1811 und 1872 zeigten eine Abbildung, die auf einer Fehldeutung des Ortsnamens beruhte. Der aus dem rechten Schildrand ragende ausgestreckte Arm mit einem Degen in der Hand sollte den Begriff «Degenfeld» darstellen. Um 1930 übernahm die Gemeinde das Wappen der Freien von Tegerfelden. Das rot-weisse Bord wies allerdings drei Reihen auf, wodurch der Adler äusserst klein erschien. Seit 1953 ist der Bord nur noch einreihig.

## Bevölkerung
Die Einwohnerzahlen entwickelten sich wie folgt:
| Jahr      | 1799 | 1850 | 1900 | 1930 | 1950 | 1960 | 1970 | 1980 | 1990 | 2000 | 2010 | 2020 |
| Einwohner | 702  | 757  | 577  | 579  | 579  | 588  | 620  | 658  | 821  | 965  | 1062 | 1202 |

Am 31. Dezember 2023 lebten 1290 Menschen in Tegerfelden, der Ausländeranteil betrug 18 %. Bei der Volkszählung 2015 bezeichneten sich 40,7 % als römisch-katholisch und 29,3 % als reformiert; 30,0 % waren konfessionslos oder gehörten anderen Glaubensrichtungen an. 96,3 % gaben bei der Volkszählung 2000 Deutsch als ihre Hauptsprache an und 1,7 % Albanisch.

## Politik und Recht
Die Versammlung der Stimmberechtigten, die Gemeindeversammlung, übt die Legislativgewalt aus. Ausführende Behörde ist der fünfköpfige Gemeinderat. Er wird im Majorzverfahren vom Volk gewählt, seine Amtsdauer beträgt vier Jahre. Der Gemeinderat führt und repräsentiert die Gemeinde. Dazu vollzieht er die Beschlüsse der Gemeindeversammlung und die Aufgaben, die ihm vom Kanton zugeteilt wurden. Für Rechtsstreitigkeiten ist in erster Instanz das Bezirksgericht Zurzach zuständig. Tegerfelden gehört zum Friedensrichterkreis XVII (Zurzach).

## Wirtschaft
In Tegerfelden gibt es gemäss der im Jahr 2015 erhobenen Statistik der Unternehmensstruktur (STATENT) rund 450 Arbeitsplätze, davon 17 % in der Landwirtschaft, 48 % in der Industrie und 35 % im Dienstleistungssektor. Die wichtigsten Industriezweige sind die Holzverarbeitung, die Herstellung von Thermobeschichtungen sowie Maschinen- und Apparatebau. Die meisten Erwerbstätigen sind Wegpendler und arbeiten hauptsächlich in Bad Zurzach oder Döttingen sowie weiteren Gemeinden in der Region.
Überregionale Bedeutung besitzt in Tegerfelden der Weinbau, der mindestens bis ins 13. Jahrhundert zurückreicht. Die Anbaufläche beträgt 35,7 Hektaren und ist damit die zweitgrösste aller Aargauer Gemeinden, übertroffen nur von Schinznach. Angebaut werden zwei Dutzend Sorten, wobei Blauburgunder, Pinot gris und Sauvignon Blanc am häufigsten sind. Tegerfelden ist auch der Standort des kantonalen Weinbaumuseums.

## Verkehr
Tegerfelden liegt an der Hauptstrasse 17, die von Döttingen durch das Surbtal und das Wehntal nach Zürich führt. Ihr kurvenreicher Verlauf durch das Dorfzentrum wurde durch eine Umfahrungsstrasse ersetzt. Hier kreuzt sie sich mit der Kantonsstrasse 295 von Würenlingen über den Acheberg nach Bad Zurzach. Mehrere Postautolinien treffen in Tegerfelden aufeinander: vom Bahnhof Brugg zum Bahnhof Bad Zurzach, von Döttingen nach Niederweningen und von Tegerfelden zum Bahnhof Baden. An Wochenenden verkehrt ein Nachtbus von Baden über das Surbtal und Klingnau nach Bad Zurzach.

## Bildung
Die Gemeinde verfügt über einen Kindergarten und ein Schulhaus, in dem die Primarschule unterrichtet wird. Die Bezirksschule kann in Endingen besucht werden, die Realschule und die Sekundarschule in Lengnau. Die nächstgelegenen Gymnasien sind die Kantonsschule Baden und die Kantonsschule Wettingen.

## Brauchtum
Die Berchslete findet jeweils am 2. Januar (Berchtoldstag) statt. Zu den Klängen der Musikgesellschaften tanzen heute die Junggesellen in einer Polonaise durchs Dorf; zum Schluss gibt es gemeinsames Cervelatbraten ums Feuer. In geraden Jahren wird mit dem Wysonntig (Weinsonntag) ein Winzerfest veranstaltet.

## Persönlichkeiten
- Konrad II. von Tegerfelden, Bischof von Konstanz von 1209 bis 1233
- Martin Müller (1878–1957), Industrieller
- Isabelle Schmid (* 1964), Gemeinderätin, Grossrätin (Grüne)
- Otto Sutermeister (1832–1901), Pädagoge und Volksmärchensammler